# Josef Klíma (lední hokejista)
Josef Klíma (5. ledna 1938, Chomutov – 14. ledna 2018) byl československý hokejový útočník. Po skončení aktivní kariéry působil jako trenér. Jeho synem byl hokejový reprezentant Petr Klíma, který působil 13 sezón v NHL.

## Hráčská kariéra
Reprezentoval Československo v sedmi utkáních v letech 1957 až 1961, ve kterých dal 1 gól. Na klubové úrovni hrál za Baník/VTŽ Chomutov (1954–1969). Za Chomutov dal 366 gólů.